# Сладкарница
Сладкарницата е заведение, където се продават сладкарски изделия – пасти, торти, бонбони, шоколади, както и напитки като боза, кафе, лимонада и други. Обикновено в сладкарницата или пред нея има маси и столове за сядане, но има и сладкарници, които не предлагат места за консумация.
Сладкарниците привличат най-много децата. В тях могат да се поръчат торти за всякакъв случай – например сватба или рожден ден.
Първите сладкарници са отворени в Лондон през XVII век. Поради високата цена на сладкишите, в началото те са достъпни само за богаташите. Постепенно с падането на цените, хора от всички слоеве на населението започват да се наслаждават на сладкарските изделия. Днес сладкарниците предлагат много богат асортимент и разнообразие на изделията, като се стремят да включат сладкиши от цял свят.